# ماهر عقل
الشيخ عثمان ماهر محمد عقل  داعية إسلامية وعضو مجلس الشعب عن كتلة الإخوان المسلمين في انتخابات عام 2005 م ولد في أبو حريز- كفر صقر- الشرقية في 1 فبراير 1938 م وتوفي في 4 أبريل 2008

## المؤهلات الدراسية
الإجازة العالية- كلية اللغة العربية من جامعة الأزهر 1965 م.

## أسرته
له ستة من الأبناء—اربع بنات وولدان هم : 
جيهان - هبة - يسرا - إسلام - يمنى - محمد

### وظائف ابنائه
محمد ماهر عقل هو مذيع بقناة الجزيرة الإخبارية ، إسلام عقل صحفي و إعلامي و المدير العام السابق لتلفزيون وطن

## التدرج الوظيفي
- واعظ بوزارة الداخلية ومصلحة السجون- سجن الزقازيق، ثم واعظ في التوجيه المعنوي بالقوات المسلحة من 1968م حتى أواخر 1973م.
- مدرس وموجه لغة عربية و تربية إسلامية بالتربية والتعليم.
- واعظ أول بوزارة الأوقاف و الشئون الإسلامية بدولة الإمارات العربية المتحدة لمدة 15 سنة.
- مراقب شرعي ببنك دبي الإسلامي---ومراقب لغوي لمجلة الاقتصاد الإسلامي الخاصة بالبنك
- داعية إسلامي بالولايات المتحدة الأمريكية بعدة ولايات (أوكلاهوما- لوس أنجلوس- نيوجيرسي- نيويورك).
- داعية إسلامي بدولة بولندا.
- مرشح الإخوان المسلمين بمحافظة الشرقية 1995-2000-2005،الدائرة: كفر صقر أولاد صقر – محافظة الشرقية
- عضو مجلس الشعب عن كتلة الإخوان المسلمين في انتخابات 2005

## وفاته
- توفي اثر حادث أليم أثناء عودته من مجلس الشعب الي بلدته الجمعة 4 أبريل 2008م.[1] في تمام الساعة العاشرة والنصف قبل صلاة الجمعة.